# Jos Van Rooy
Jos Van Rooy (Lichtaart, 10 februari 1907 – Lichtaart, 21 december 1977) was een Vlaamse schrijver. Zijn bekendste werk is de roman De profeet der verdwazing (1943).

## Biografie
Jos Van Rooy liep school bij de paters Jezuïeten van het Sint-Jozefscollege in Turnhout. Aan de Pius X-normaalschool haalde hij het diploma van letterkundig regent. Zijn loopbaan als leraar startte hij aan het Sint-Michielscollege te Brasschaat, eerst in het lager, daarna in het middelbaar onderwijs.
Hij begon zijn literaire loopbaan in 1938 met twee bundels liefdeslyriek, De schone tocht en Stemmen uit de stilte, die bij Lannoo verschenen.
Zijn eerste roman was Grond, welke eerst in 1941 in het Vlaams weekblad De zweep verscheen, en later in 1943 in boekvorm bij uitgeverij Ignis gepubliceerd werd. Heel wat componenten die later richtinggevend heetten voor Vader en zoon waren hier reeds duidelijk aanwijsbaar.
In 1942 volgde de roman Egmont. Dit bleek een vlot geschreven, misschien wat episodisch boek, dat de politieke loopbaan en het tragische einde van graaf Lamoraal van Egmont behandelde. Het verscheen in een voor die tijd ongehoord hoge oplage. Bijna twintig jaar later zou hetzelfde gegeven tot libretto voor de première in 1960 van Arthur Meulemans' gelijkluidende opera omgevormd worden. Nog in 1942 volgde de roman Vader en zoon, waarin hij het verhaal vertelt van de boer Rombout De Flier en zijn zoon Eric, als hooglied van de Kempen en zijn gestadige transfiguratie. Na deze streekromans kwam hij opnieuw in de traditie van zijn historisch Egmontgegeven met Ambiorix (1943), dat later nog tot jeugdroman werd herwerkt. André Demedts wees destijds op de epische adem die doorheen deze realisatie vaart.
In 1943 volgde de roman De profeet der verdwazing, welke dat jaar met de Jos Philippen-prijs voor Vlaamse letterkunde bekroond werd. Het boek is gesitueerd in de twaalfde eeuw en verhaalt onder een suggestieve atmosfeer de strijd tussen ketter Tanchelm en Sint-Norbertus, die wedijveren om een vrouw.
In 1944 verscheen de roman Hertog Jan. Voor de uitwerking van het hoofdpersonage baseerde de auteur zich grotendeels op de rijmkroniek van Jan Van Heelu. De scheppende stroom (1945) vertoonde te enenmale nieuwe facetten. Van Rooy volgt in deze roman de dramatische mentale verscheurdheid van de muzikaal begenadigde zigeuner Sylva, die op de rug van morele ontaarding naar carrière reikt, tot uiteindelijk loutering daagt. Een psychologische benadering met herkenbare heimatonderstroom.
In 1950 zet Van Rooy een punt achter zijn romanbedrijvigheid, met een tocht doorheen het Frankenland uit de zesde eeuw. Fredegonde is de intrigerende figuur waarrond hij de levensstrijd tussen cultuur en barbaarsheid enerzijds, heidendom en christendom anderzijds, bundelt.
In samenwerking met  tekenaar André Gailliaerde realiseerde hij twee kunstboeken, Onze torens getuigen (1970) en Mijn stenen hart (1971).
Van Rooy was ook Antwerps provinciaal secretaris en later provinciaal voorzitter bij het Christelijk Vlaams Kunstenaarsverbond.
Jos Van Rooy overleed in 1977 op 70-jarige leeftijd.

## Bibliografie

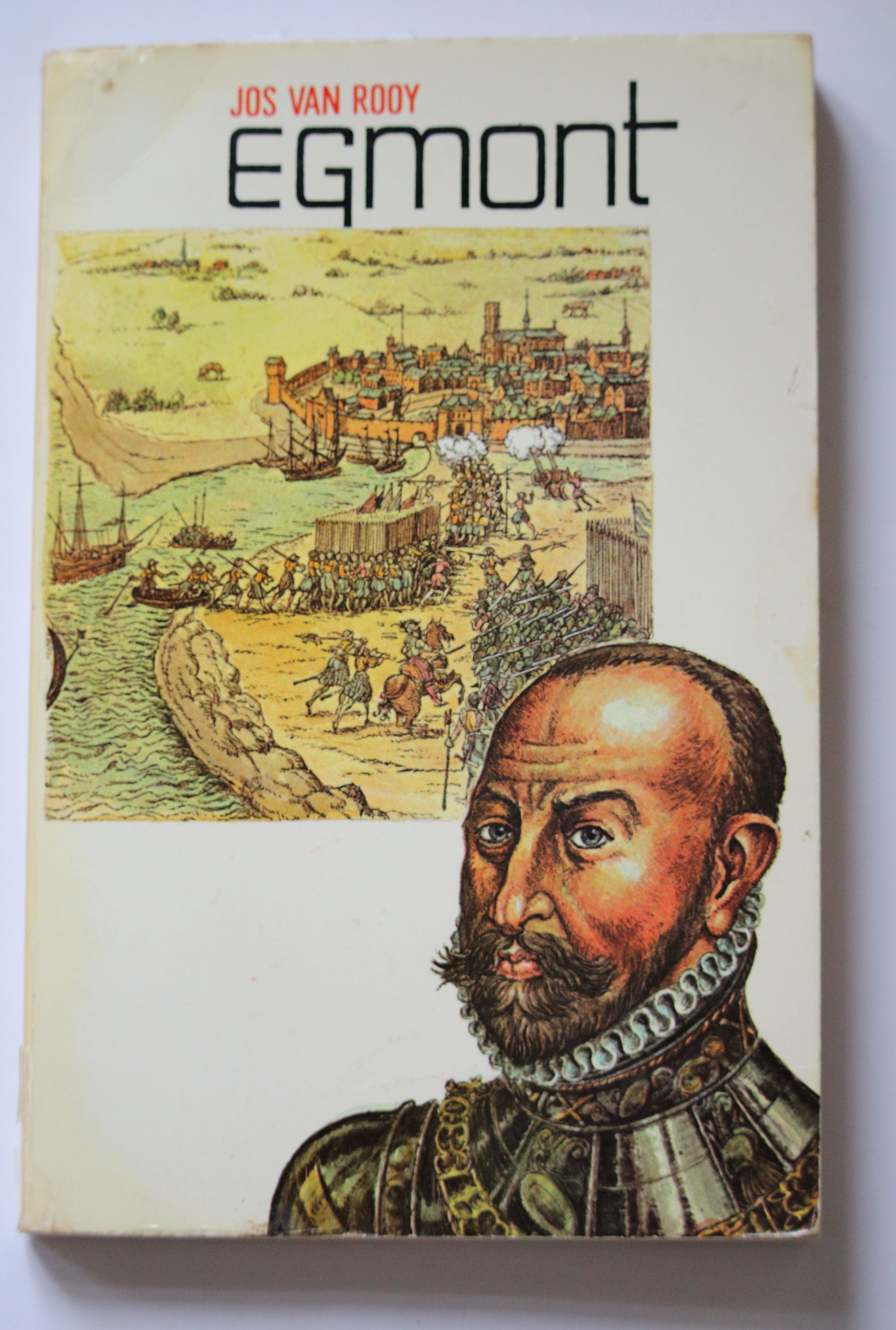
De roman Egmont over Lamoraal van Egmont